# جيني لامي
جيني لامي (بالإنجليزية: Jenny Lamy) هي منافسة ألعاب القوى أسترالية، ولدت في 28 فبراير 1949 في واجا واجا في أستراليا.

## وصلات خارجية
- جيني لامي على موقع الاتحاد الدولي لألعاب القوى (الإنجليزية)
- جيني لامي على موقع النتائج التاريخية لألعاب القوى الأسترالية (الإنجليزية)
- جيني لامي على موقع اللجنة الأولمبية الدولية (الإنجليزية)
- جيني لامي على موقع أوليمبيديا (الإنجليزية)
- جيني لامي على موقع اللجنة الأولمبية الأسترالية (الإنجليزية)